# Neverwinter Nights (jeu vidéo, 1991)
Pour les articles homonymes, voir Neverwinter Nights (homonymie).
 (février 2024).
Si vous disposez d'ouvrages ou d'articles de référence ou si vous connaissez des sites web de qualité traitant du thème abordé ici, merci de compléter l'article en donnant les références utiles à sa vérifiabilité et en les liant à la section « Notes et références ».
Neverwinter Nights est un Jeu de rôle en ligne massivement multijoueur développé par Beyond Software (qui deviendra Stormfront Studios en 1993) et publié par America Online en 1991. Il est basé sur le moteur de jeu de la série Gold Box et sur la licence Donjons et Dragons détenue à l'époque par Strategic Simulations. Il prend place dans l'univers des Royaumes oubliés.

## Système de jeu
Après avoir créé son personnage, le joueur se voit offrir une visite de la cité de Neverwinter. Il peut ensuite visiter librement les différentes boutiques de la ville, incluant le château de Lord Nasher où il peut prendre connaissances des quêtes disponibles, qui lui permettent d’obtenir des récompenses .
Lorsque son personnage rencontre celui d’un autre joueur, le nom de ce dernier ainsi que sa classe d’armure et ses points de vie apparaissent à l’écran. Les deux joueurs peuvent alors discuter par l’intermédiaire du clavier. En plus de discuter, le joueur peut également interagir avec les autres personnages grâce à plusieurs commandes. Il peut ainsi ordonner à son personnage d’en suivre un autre, ou d’échanger des objets avec ce dernier.
Le joueur entre dans un combat lorsque des monstres attaquent son groupe, ou lorsqu’il rejoint un combat déjà en cours. Lorsqu’il explore le monde du jeu, il peut en effet être prévenu que d’autres joueurs sont actuellement en plein combat dans une certaine direction et il peut alors décider de leur prêter assistance. Lorsqu’il rejoint un combat, celui-ci s’affiche à l’écran en vue du dessus, chaque personnage impliqué étant représenté par une icône. Il peut ainsi observer les autres joueurs se déplacer et attaquer des monstres et, à son tour, il peut déplacer son propre personnage, le faire attaquer, lancer un sort ou tirer un projectile. Il dispose de 20 secondes pour donner ses ordres et passé ce délai, c’est au joueur suivant de réaliser ses actions. Si son personnage est tué, il est ressuscité à l’entrée de la zone, mais perd quelques points de vie. A la fin d’un combat, le jeu partage les trésors et l’expérience ainsi acquise entre les différents membres du groupe.

## Développement
Lorsqu’au début des années 1990, la série Gold Box commence à s’essouffler du fait d’un moteur de jeu daté, Strategic Simulations décide de créer une nouvelle génération de jeux de rôle et se lance donc dans le développement d’un nouveau moteur de jeu, qui sera plus tard utilisé pour les jeux de la série Dark Sun. La plupart des développeurs du studio sont alors affecté à ce nouveau projet et le studio ne peut plus assurer le développement de nouveaux jeux Gold Box. Strategic Simulations se tourne alors vers Beyond Software (qui deviendra Stormfront Studios en 1993), le studio de Don Daglow, à qui ils proposent de créer une nouvelle série de jeux Gold Box dans l’univers des Royaumes oubliés. Le studio va ainsi développer Gateway to the Savage Frontier (1991) puis Treasures of the Savage Frontier (1992) qui se déroulent tous les deux à la frontière sauvage des Royaumes oubliés.
En parallèle du développement de ces deux titres, Beyond Software travaille depuis sa création avec Quantum Computer Service (qui deviendra America Online) avec qui Don Daglow avait signé un accord à l’époque où il travaillait pour Brøderbund Software. Dans ce cadre, le studio développe plusieurs jeux en ligne et, lorsqu’il commence à travailler sur un nouveau jeu Gold Box dans l’univers de Neverwinter Nights, Don Daglow a l’idée de combiner ses deux activités pour créer un jeu de rôle graphique massivement multijoueur basé sur Donjons et Dragons. Il contacte alors Steve Case, alors PDG d'AOL, ainsi que Joel Billings et Chuck Kroegel de Strategic Simulations qui lui donnent son accord pour le réaliser. Neverwinter Nights est publié en 1991 et ses serveurs sont maintenus en fonctionnement AOL jusqu’en 1997. Il est généralement considéré comme le premier jeu de rôle en ligne massivement multijoueur,. Chaque heure sur le jeu est au départ payant, ce qui conduit certains joueurs à dépenser des centaines de dollars par mois sur le jeu, puis en 1996, AOL change son modèle économique en proposant un abonnement mensuel. Le jeu est finalement abandonné en juillet 1997. De nombreux fans ressentent l’abandon du jeu comme une trahison. Ils font alors campagne auprès de l’éditeur, en faisant notamment circuler des pétitions, afin de faire annuler cette décision mais leurs efforts se révèlent vains.

## Accueil
| Neverwinter Nights |      |       |
| Média              | Nat. | Notes |
| Dragon Magazine    | US   | 4/5   |

À sa sortie, Neverwinter Nights est salué par les journalistes de Dragon Magazine qui expliquent n’avoir pas été déçu par le jeu. Ils estiment en effet qu’il contient tous les éléments qui ont fait le succès de la série Gold Box en y ajoutant des compagnons d’aventure. D’après eux, le jeu permet ainsi aux joueurs d’interagir entre eux en plus de leur permettre de faire l’expérience des combats, des énigmes et des règles de Donjons et Dragons sur ordinateur. Ils mettent en revanche en garde les joueurs contre son coût, en expliquant qu’en plus du coût de la connexion à internet, le joueur doit s’acquitter, auprès d’AOL, d’une certaines somme pour chaque heure passée sur le jeu. Ils concluent néanmoins qu’il s’agit d’un « jeu indispensable » pour tous les fans de Donjons et Dragons qui possèdent un modem et qui peuvent donc accéder au réseau d’AOL. Et qu’il constitue « un bond en avant » en matière de jeu de rôle Donjons et Dragons sur ordinateur.
En 1997, le jeu compte 115 000 abonnés et enregistre, aux heures d'affluence, plus de 2 000 connexions simultanées, soit une augmentation de 4 000 % par rapport au lancement du jeu en 1991.
Rétrospectivement, Matt Barton considère que Neverwinter Nights est probablement le premier jeu de rôle en ligne massivement multijoueur, qu’il distingue des MUD par leur graphismes. Il estime que, comme pour la plupart des jeux en ligne, le principal intérêt de Neverwinter Nights réside dans les interactions sociales avec d’autres joueurs. D’après lui, de nombreuses guildes, des groupes de joueurs se réunissant par intérêt commun, se sont ainsi développé dans le jeu et, parmi celles-ci, une douzaine s’est même vu récompensé par AOL qui leur a attribué des canaux privé et public de discussion sur le réseau. Il met également en avant les évènements réguliers organisés par les plus importantes d’entre-elles afin de fidéliser leurs membres, comme les concours de blague et d’histoire organisé par la Guild of Heroes. Il note enfin que certains fans ou même créer leur propre newsletters qu’ils ont ensuite distribué via le réseau d’AOL.

## Postérité
Depuis l’abandon du jeu en 1997, plusieurs projets ont été mis sur pied afin de tenter de le ramener à la vie. L’un de ces projets, baptisé Neverwinter Nights : Resurrection, utilise l’éditeur et les serveurs du Neverwinter Nights de BioWare pour recréer le jeu original dans un environnement en trois dimensions. Un autre projet, Neverwinter Nights Offline, tente de reproduire la plupart des fonctionnalités du jeu original dans un jeu solo. Il existe également plusieurs sites de fans ou communautaires dédiés au jeu, comme Neverwinter Nights Archive.